# Кадеш, Хассан
Хассан Кадеш (араб. حسن كادش‎; род. 6 сентября 1992) — саудовский футболист, защитник клуба «Аль-Таавун» и сборной Саудовской Аравии.

## Клубная карьера
Хассан Кадеш — воспитанник саудовского клуба «Аль-Иттифак». 2 августа 2012 года он дебютировал в саудовской Про-лиге, выйдя в основном составе в домашнем матче против «Аль-Вахды». 1 ноября 2013 года Кадеш забил свой первый гол в рамках лиги, сравняв счёт в гостевой игре с «Аль-Иттихадом». В 2014 году «Аль-Иттифак» вылетел из Про-лиги, и следующие два года футболист провёл вместе с ним в Первом дивизионе. В 2016 году команда вернулась в элиту саудовского футбола, а спустя год Хассан Кадеш перешёл в именитый «Аль-Хиляль». С этой командой в 2018 году он выиграл чемпионат и Суперкубок Саудовской Аравии, а в следующем году стал победителем Лиги чемпионов АФК, благодаря чему клуб получил право сыграть на клубном чемпионате мира 2019 в Катаре.

## Карьера в сборной
10 января 2017 года Хассан Кадеш дебютировал в составе сборной Саудовской Аравии, выйдя в основном составе в товарищеской игре с командой Словении, проходившей в ОАЭ.